# Подбел многолистный
Подбел многолистный (лат. Andromeda polifolia) — вид вечнозелёных низкорослых кустарников или кустарничков рода Подбел семейства Вересковые, типовой вид рода. Традиционно род Andromeda считался монотипным: такого мнения придерживается и издание «Флора СССР» (т. 18, 1952), и «Большая российская энциклопедия» (т. 26, 2014) и, по состоянию на начало 2024 года, база данных Plants of the World Online. В издании «Жизнь растений» (т. 5, ч. 2, 1981), как и в восьмом томе издания Flora of North America, вышедшем в 2009 года, говорится, что род состоит из одного или двух видов. Вместе с тем, в базе данных WFO Plantlist указано, что число подтверждённых видов (видов в статусе accepted) по состоянию на конец 2023 года составляет 92.
Растение встречается в лесной и тундровой зоне Евразии и Северной Америки на торфяных болотах и в сырых хвойных лесах. В горах поднимается до нижней полосы альпийского пояса. В литературе по садоводству растение иногда называют «андромедой».

## Названия

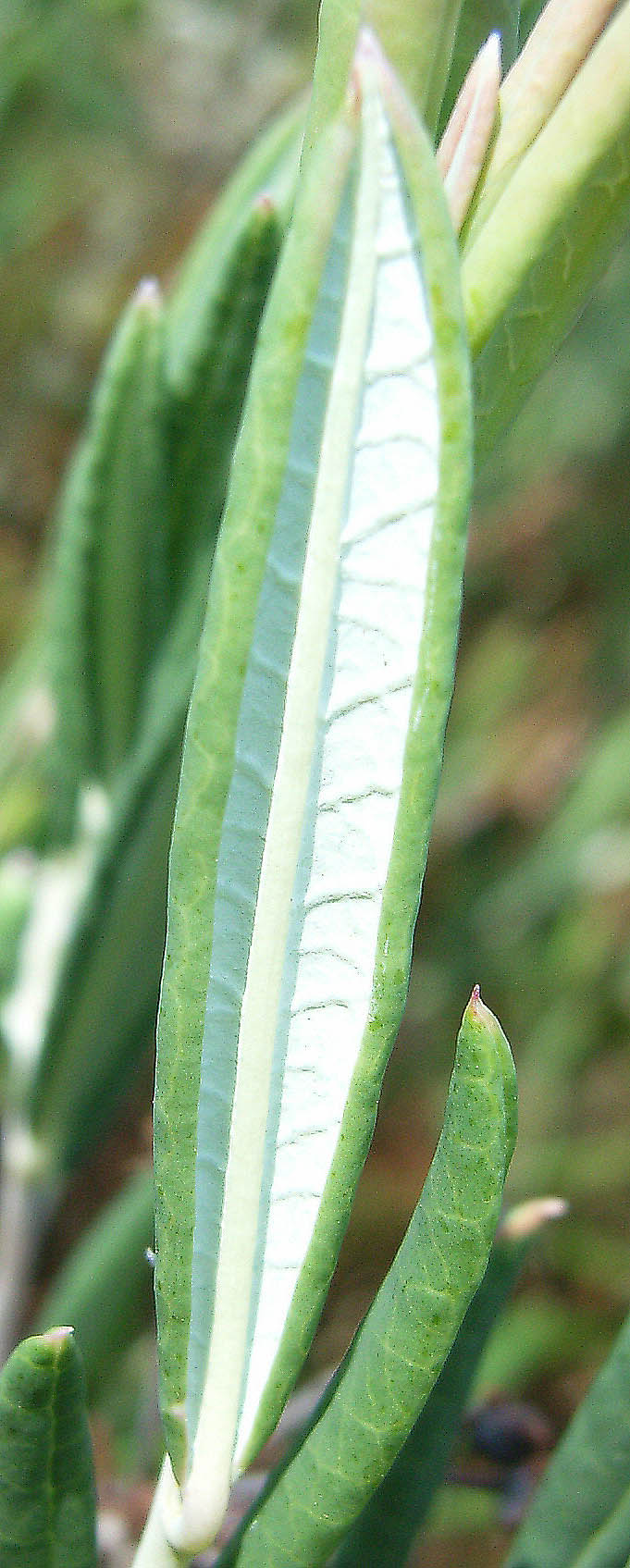
Нижняя сторона листа подбела

Научное родовое название дано растению за красоту цветков в честь красавицы Андромеды — героини древнегреческого мифа про Персея.
Русское родовое название растение получило из-за белой окраски нижней стороны листа.
Другие русские названия растения — белолистник, бесплодница, бесплодный куст, болотник, дикий розмарин, пьяная трава, пьяный болотник, тундрица, чахоточная трава. В литературе по декоративному садоводству подбел иногда называют андроме́дой (по транслитерации научного названия).
В английском и немецком языках подбел многолистный называют «болотным розмарином» (англ. bog rosemary, нем. Rosmarinheide) — по сходству листьев растения с листьями настоящего розмарина. Финское название подбела — «болотный цветок» (фин. suokukka).
Поскольку многие виды различными авторами относились то к роду Подбел (Andromeda), то к близким родам Пиерис (Pieris) или Зеновия (Zenobia), в англоязычной литературе по садоводству их часто обобщённо именуют «андромедами» (англ. andromedas).

## Ботаническое описание

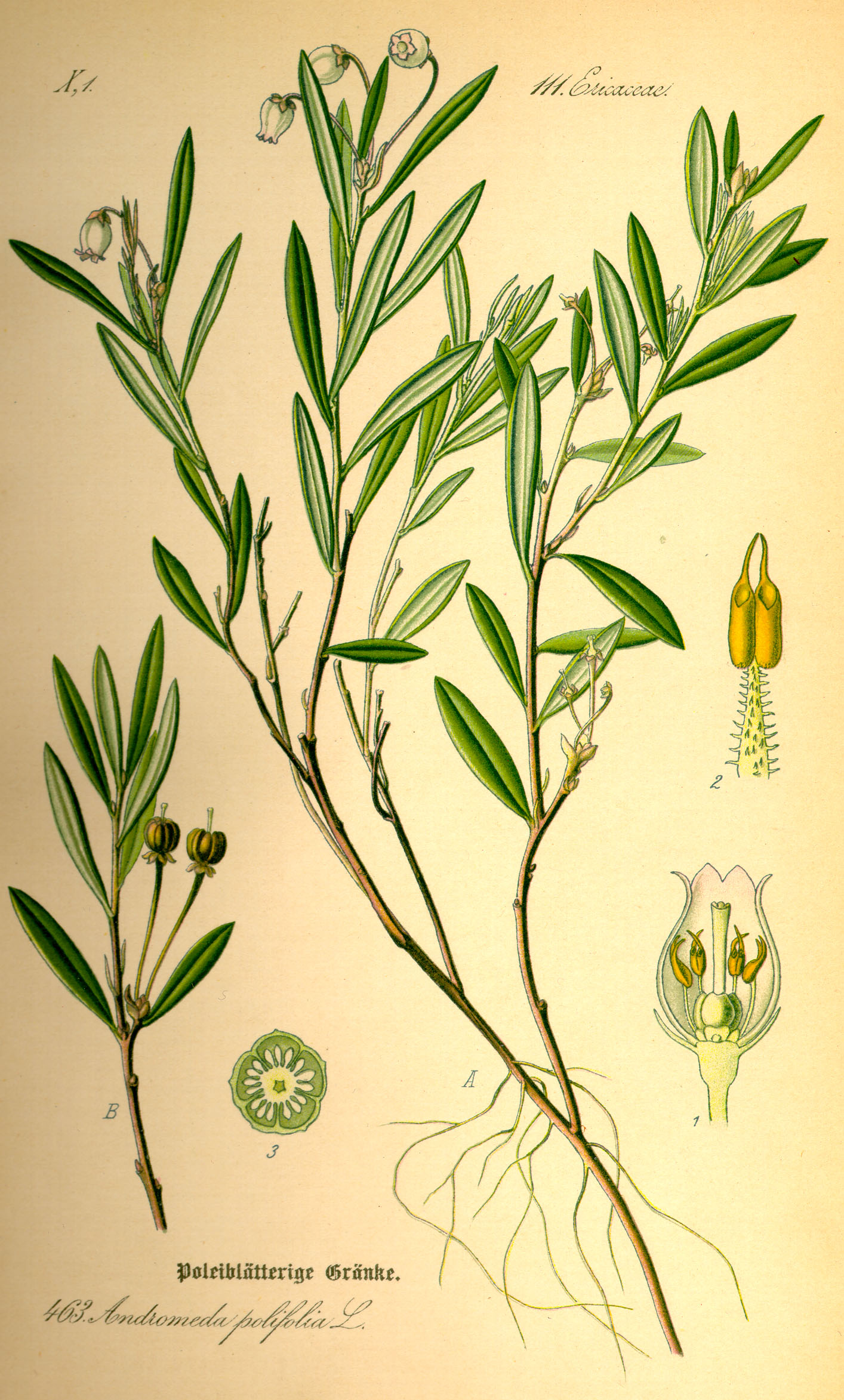
Подбел обыкновенный..

Высота взрослого растения — от 15 до 60 см.
Корневище длинное, в виде шнура, общее для множества надземных побегов. Для подбела, как и для большинства других растений из семейства Вересковые, характерна микориза — взаимовыгодный симбиоз (мутуализм) мицелия грибов с корнями растения.
Стебель малоразветвлённый, гладкий, стелющийся, укореняющийся; побеги жёсткие, восходящие, красно-бурые.
Листья ланцетовидные, с завёрнутыми вниз краями; сверху тёмно-зелёные, блестящие, снизу матово-белые от воскового налета, кожистые, с восковым налётом, длиной от 1 до 5 см и шириной от 2 до 8 мм.
Цветки розовые (иногда другого цвета — от белого до тёмно-красного), поникшие; собраны по несколько штук на длинных красноватых цветоножках, расположенных на концах прошлогодних побегов. Лепестки сросшиеся; венчик яйцевидно- или шаровидно-кувшинчатый (бокальчатый), внутри опушённый, что мешает мелким насекомым проникать в цветок. Тычинок десять, с красными пыльниками и придатками в виде двух маленьких острых рожков, столбик один. Пыльники вскрываются только после того, как созрело рыльце и состоялось перекрёстное опыление, но их вскрытие происходит лишь в тот момент, когда внутри цветка находится крупное насекомое. По пути к нектару оно сотрясает тычинки, касаясь их придатков, — и пыльники, вскрываясь, осыпают насекомое пыльцой.
Цветение наблюдается в апреле — июне (иногда осенью зацветает повторно).
Подбел даёт мёд, непригодный в пищу человека.
Плоды созревают в августе — сентябре. Плод — пятигнёздная шаровидно-сплюснутая коробочка, которая вскрывается вдоль спинок составляющих её плодолистиков.
Растение растёт медленно; ежегодный прирост составляет около 3 см.

## Химический состав
Подбел многолистный — ядовитое растение, в его листьях и цветках содержится гликозид андромедотоксин (другие названия вещества — ацетиландромедол, родотоксин). Этот полигидроксилированный циклический дитерпен, который характерен для многих растений семейства Вересковые, относится к нейротоксинам; его токсичность обусловлена тем, что он нарушает работу клеточных рецепторов, сначала он возбуждает центральную нервную систему, а затем её угнетает, что может привести к летальному исходу.

## Применение

### В медицине
В народной медицине листья подбела многолистного применяются при гинекологических заболеваниях, ревматизме, туберкулёзе лёгких.
По причине содержания в подбеле многолистном андромедотоксина применять растение в лекарственных целях следует с большой осторожностью; андромедотоксин может стать причиной существенного снижения у человека кровяного давления, головокружения, рвоты и диареи; могут начаться проблемы с дыханием. Известны случаи отравления подбелом домашних животных.

### В хозяйстве
Ещё одно традиционное использование растения — приготовление из него красителей: побеги и листья подбела многолистного содержат в достаточно большом количестве таннин, который окрашивает ткани в чёрный цвет.

### В садоводстве
Растение имеет привлекательный вид и во время цветения, и в период всей вегетации, а потому довольно активно применяется в декоративном садоводстве, особенно в альпинариях, где обычно высаживается вместе с другими вересковыми.

#### Агротехника
Подбелу многолистному, как и другим вересковым, нужна кислая почва, поэтому при посадке вносят торф, а в дальнейшем проводят регулярные мероприятия по недопущению ослабления кислотности почвы. Оптимальный уровень кислотности — 3,5—4,5 рН. Почва для подбела должна быть также рыхлой и водопроницаемой; не следует допускать пересыхания почвы.
Растение переносит любые морозы. Выращивать подбел многолистный лучше в тенистых местах.
Размножают растение семенами или верхушечными черенками.

#### Сорта
В культуре в основном используются сорта, полученные на основе Andromeda polifolia var. polifolia, но изредка встречается и сорта на основе Andromeda polifolia var. glaucophylla.
Некоторые сорта:
- 'Alba' — растения высотой до 15 см с белыми цветками;
- 'Blue ice' — сорт с синеватым отливом листьев;
- 'Compacta' — соответствующие своему названию компактные растения высотой до 30 см с сероватыми листьями и розовыми цветками;
- 'Macrophylla' — растения высотой 10 см с тёмно-розовыми цветками;
- 'Major' — довольно высокий сорт с ярко-розовыми цветками, иногда цветёт дважды за сезон;
- 'Nana' — сорт со светло-розовыми цветками.

| |  |  |  |  |
| Слева направо: молодые побеги; взрослый побег; цветущее растение; группа цветущих растений; плоды. |  |  |  |  |

## Классификация

### Таксономия
Andromeda polifolia L., 1753, Sp. Pl. 1: 393
Вид Подбел многолистный относится к роду Подбел (Andromeda) подсемейства Вакциниевые (Vaccinioideae) семейства Вересковые (Ericaceae) порядка Верескоцветные (Ericales). Таксономическая схема в соответствии с Системой APG IV по состоянию на декабрь 2023 года:
|  |                                      |  |                                   |                                   |                      |  | ещё 21 семейство | ещё 21 семейство |                         |  |                                                                                  |  | еще 91 подтвержденный вид и 6 видов, ожидающих подтверждения (по данным WFO) нет других современных видов, кроме Andromeda polifolia (по данным POWO) | еще 91 подтвержденный вид и 6 видов, ожидающих подтверждения (по данным WFO) нет других современных видов, кроме Andromeda polifolia (по данным POWO) |  |
|  |                                      |  |                                   |                                   |                      |  | ещё 21 семейство | ещё 21 семейство |                         |  |                                                                                  |  | еще 91 подтвержденный вид и 6 видов, ожидающих подтверждения (по данным WFO) нет других современных видов, кроме Andromeda polifolia (по данным POWO) | еще 91 подтвержденный вид и 6 видов, ожидающих подтверждения (по данным WFO) нет других современных видов, кроме Andromeda polifolia (по данным POWO) |  |
|  |                                      |  |                                   | порядок Верескоцветные            |                      |  |                  |                  | род Подбел              |  |                                                                                  |  | | |  |
|  |                                      |  |                                   | порядок Верескоцветные            |                      |  |                  |                  | род Подбел              |  | 3 внутривидовых таксона (по данным WFO) 4 внутривидовых таксона (по данным POWO) |  | | |  |
|  | отдел Цветковые, или Покрытосеменные |  |                                   |                                   | семейство Вересковые |  |                  |                  | вид Подбел многолистный |  |                                                                                  |  | | |  |
|  | отдел Цветковые, или Покрытосеменные |  |                                   |                                   |                      |  |                  |                  |                         |  |                                                                                  |  | | |  |
|  |                                      |  | ещё 63 порядка цветковых растений | ещё 63 порядка цветковых растений |                      |  |                  | еще 124 рода     | еще 124 рода            |  |                                                                                  |  | | |  |
|  |                                      |  |                                   | ещё 63 порядка цветковых растений |                      |  |                  |                  | еще 124 рода            |  |                                                                                  |  | | |  |

### Внутривидовые таксоны

#### По данным WFO
- Andromeda polifolia subsp. glaucophylla (Link) Hultén
- Andromeda polifolia subsp. polifolia
- Andromeda polifolia subsp. pumila V.M.Vinogr.

#### По данным POWO
- Andromeda polifolia nothovar. jamesiana (Lepage) B.Boivin
- Andromeda polifolia subsp. latifolia Aiton
- Andromeda polifolia subsp. polifolia
- Andromeda polifolia subsp. pumila V.M.Vinogr.